# Rheinische Missionsgesellschaft

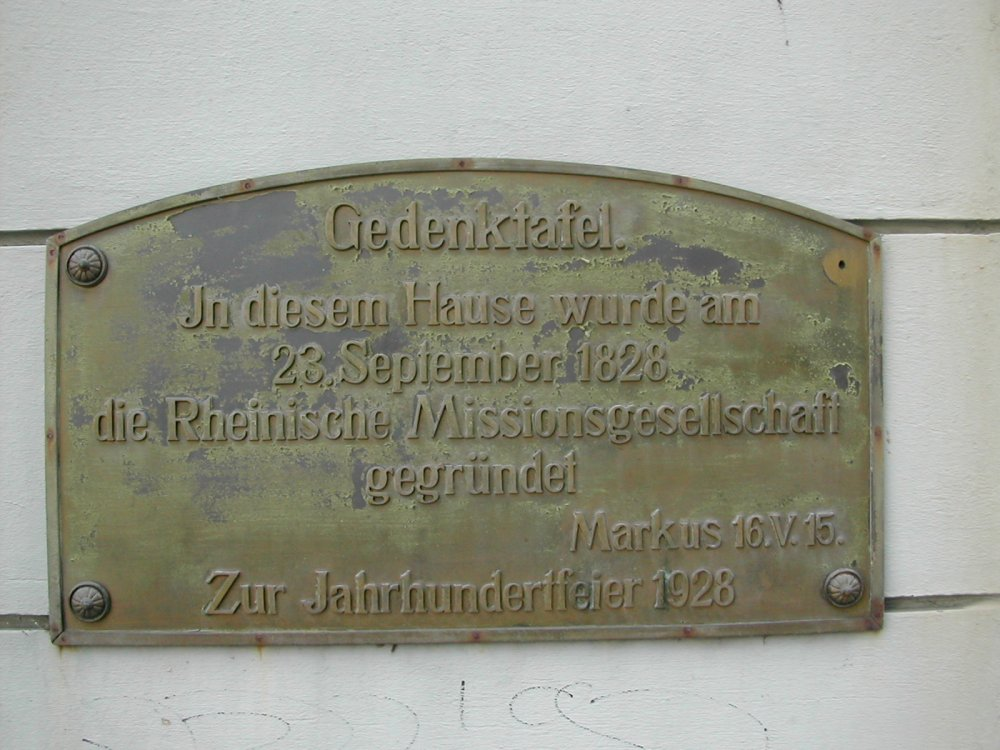
Gedenktafel in Mettmann zur Gründung der Rheinischen Missionsgesellschaft

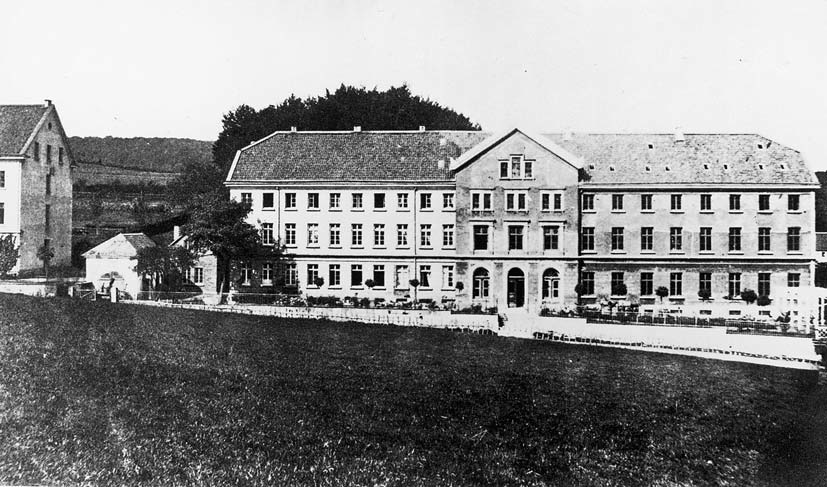
Missionshaus in Barmen ca. 1872

Zur Rheinischen Missionsgesellschaft schlossen sich am 23. September 1828 die drei evangelischen Missionsvereine aus Elberfeld, Barmen und Köln zusammen. Sie hatte Bestand bis 1971 und ging zuletzt in der Vereinten Evangelischen Mission auf.

## Gründungsgeschichte
Der Missionsverein Elberfeld wurde 1799 von reformierten und lutherischen Pastoren in Elberfeld gegründet. Dies war der Anfang dessen, was später die größte deutsche Missionsgesellschaft werden sollte.
Am 30. Januar 1818 erfolgte in Barmen die Gründung der Barmer Missionsgesellschaft als Hilfsverein der Basler Mission. Die Leitung hatte Hilfsprediger Wilhelm Leipoldt. Die Barmer Missionsschule diente anfangs als Vorschule für eine weitere Ausbildung in Basel. Der Ausbau der Missionsschule zu einer Schule mit einem eigenständigen Seminar begann 1825. 1822 wurden die Missionsgesellschaften in Köln und Wesel gegründet.
Schließlich erfolgte am 23. September 1828 der Zusammenschluss der drei Missionsvereine der Preußischen Rheinprovinz in Elberfeld, Barmen und Köln zur Rheinischen Missionsgesellschaft. Die Vereinigung erfolgte auf „neutralem Boden“ in Mettmann im Pfarrhaus des Pfarrers Müller. Im selben Jahr wurden die ersten Missionare nach Südafrika geschickt. Es gab eine gute Zusammenarbeit mit den dortigen Missionsstationen der Londoner Mission. Ebenso gut war die Zusammenarbeit mit Niederländischen Gesellschaften. Als Gründer der Missionsgesellschaft gilt Immanuel Friedrich Emil Sander (1797–1859), der auch bis 1854 den Vorsitz innehatte.
Bis zum Ersten Weltkrieg wurden außer Wesel noch zwei weitere Stammgesellschaften gegründet, die Missionsgesellschaft in der Grafschaft Mark (1831) und die in Tecklenburg-Oberlingen (1832). Dazu gab es in den einzelnen Synoden noch 40 Unterstützungsvereine, die alle Geld für die Rheinische Missionsgesellschaft sammelten, darunter der Ravensberger Missions-Hilfsverein mit (1913) 118.839,89 Mark und der Missionsverein in Mettmann, Wülfrath und Umgegend mit der zweithöchsten Summe von 23.512,66 Mark. Insgesamt wurden 1.058.449,36 Mark eingenommen. Von diesen Spenden wurden (1913) in Übersee außer 117 Missionsstationen und 683 Filialen auch noch 839 Schulen und zwei Krankenhäuser (Tungkun, Ost-China, und Pea Radja, Sumatra) sowie drei Hilfskrankenhäuser auf Sumatra und eines auf Nias betrieben. Dazu kamen noch Ausbildungseinrichtungen und Verwaltungen in Barmen sowie Missionarskinderheime in Gütersloh (1880), Bad Kreuznach (1911) und Mettmann (1893–1928), der sogenannten Töchterkiste, und Kaiserswerth (ab 1928). Auch die Versorgung der pensionierten Missionare und Hinterbliebenen, zum Teil wohnhaft in Missionshäusern (z. B. das Missionarsheim in Mettmann, Bismarckstr. 39), musste geschultert werden.

## Mission im südlichen Afrika

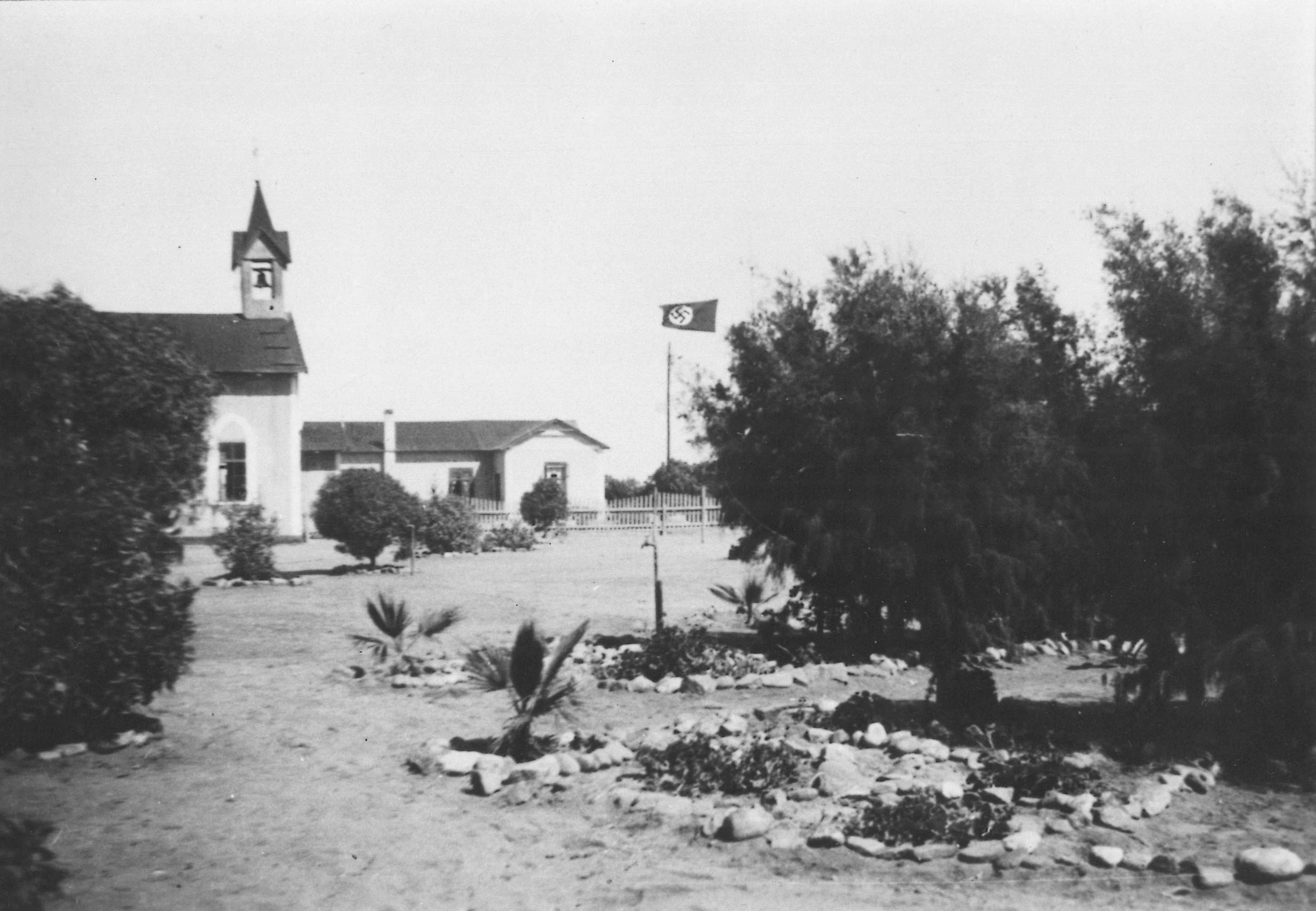
Missionskirche und Gebäude, Swakopmund 1938

Die Gründung der ersten Station der Rheinischen Missionsgesellschaft in der Kapkolonie datiert auf das Jahr 1829. Sie trug den Namen Station Wupperthal (die Stadt Wupperthal gab es noch nicht). Die Rheinische Mission breitete ihre Tätigkeit danach auch in das nicht kolonisierte Gebiet nördlich der Kapkolonie, dem späteren Deutsch-Südwestafrika, aus. Beim Aufstand der Herero und Nama suchten die Missionare zu vermitteln. Der Versailler Vertrag von 1919 brachte dann den Verlust der deutschen Kolonien. Dennoch ging die missionarische Arbeit weiter. Als sich die Rheinische Mission aus Südafrika zurückzog, wurden die verbliebenen Missionsgemeinden in die Niederländisch-reformierte Kirche integriert. Die Ausnahme ist die Station Wupperthal, die 1965 an die Herrnhuter Mission abgegeben wurde, die sich entsprechend ihrer historischen Wurzeln in Mähren später Moravian-Church nannte.
Sie ging in Namibia in der Evangelisch-Lutherischen Kirche in der Republik Namibia und der Evangelisch-Lutherischen Kirche in Namibia auf.

## Mission auf Neuguinea
Seit 1887 war die Rheinische Mission in Friedrich-Wilhelm-Hafen auf Neuguinea (deutsche Kolonie Kaiser-Wilhelmsland) vertreten. Die katholische Steyler Mission war in Madang erst seit 1895 vertreten. Bis zum Schluss war die Rheinische Mission hauptsächlich in der Region Astrolabebai um Madang herum tätig. Sie betrieb dort etwa ein Dutzend Schulen mit (vor dem Ersten Weltkrieg) etwa 500 Schülern. 1913 hatte sie dort über neun Missionare, einen Missionshandwerker und acht Frauen stationiert. Um die hundert Christen waren damals getauft. Sie war damit weit weniger erfolgreich als die Neuendettelsauer Mission, die ein Jahr vor der Rheinischen Mission, 1886, in Finschhafen ihre Arbeit aufgenommen hatte. Vor allem in den ersten Jahren ihres Wirkens hatte die Rheinische Mission viele Verluste zu erleiden: Zwanzig Missionare starben, zwei davon bei Übergriffen der Einheimischen.

## Missionsgebiete bis zum Ersten Weltkrieg
1913 sandte die Rheinische Missionsgesellschaft ihre Boten aus nach dem Kapland, nach Deutsch-Südwest-Afrika und Ovamboland, nach Niederländisch-Indien (heute Indonesien) auf die Inseln Borneo, Sumatra, Nias sowie die des Mentawai-Archipels und Enggano, nach Süd-China in die Kanton-Provinz und nach dem Festland von Deutsch-Neuguinea, dem so genannten Kaiser-Wilhelms-Land. Im Jahr 1913 betrug die Gesamtzahl der Missionare 207, darunter 166 ordinierte, 19 nicht ordinierte (Ärzte, Lehrer, Landwirte usw.) und 22 Schwestern. Dazu noch 154 Missionarsfrauen.

## Arbeit in der Zeit des Nationalsozialismus
Zwischen 1933 und 1945 brachte das sogenannte Dritte Reich größere Probleme für die Rheinische Mission. Sie hatte sich von der Bewegung der Deutschen Christen distanziert und eine Eingliederung in die Reichskirche abgelehnt. Stattdessen entstand eine Bindung an die Bekennende Kirche. Auch war die Arbeit schon vor Beginn des Zweiten Weltkrieges sehr behindert worden.

## Zusammenschluss der deutschen evangelischen Missionsgesellschaften
1971 erfolgte der Zusammenschluss der Rheinischen Mission mit der Bethel Mission, die 1887 ihre Missionsarbeit in Daressalam (im heutigen Tansania/Ostafrika) begonnen hatte, zur Vereinigten Evangelischen Mission, die 1996 zur internationalen Kirchengemeinschaft Vereinte Evangelische Mission (VEM) mit 35 selbstständigen Kirchen aus Afrika, Asien und Deutschland und den von Bodelschwinghschen Stiftungen wurde.

## Nachwirkungen

### Archiv und Museumsstiftung der VEM
In Wuppertal werden in den Häusern der Vereinten Evangelischen Mission in der Rudolfstraße und der Missionsstraße durch die Archiv- und Museumsstiftung der VEM die Geschichte und die Tradition der evangelischen Missionsgesellschaften bewahrt und wissenschaftlich aufgearbeitet. Die von den Missionaren zusammengetragenen Kulturgüter der Missionierten sind im Museum auf der Hardt der Archiv- und Museumsstiftung der VEM der Öffentlichkeit zugänglich.

### Missionsfriedhof

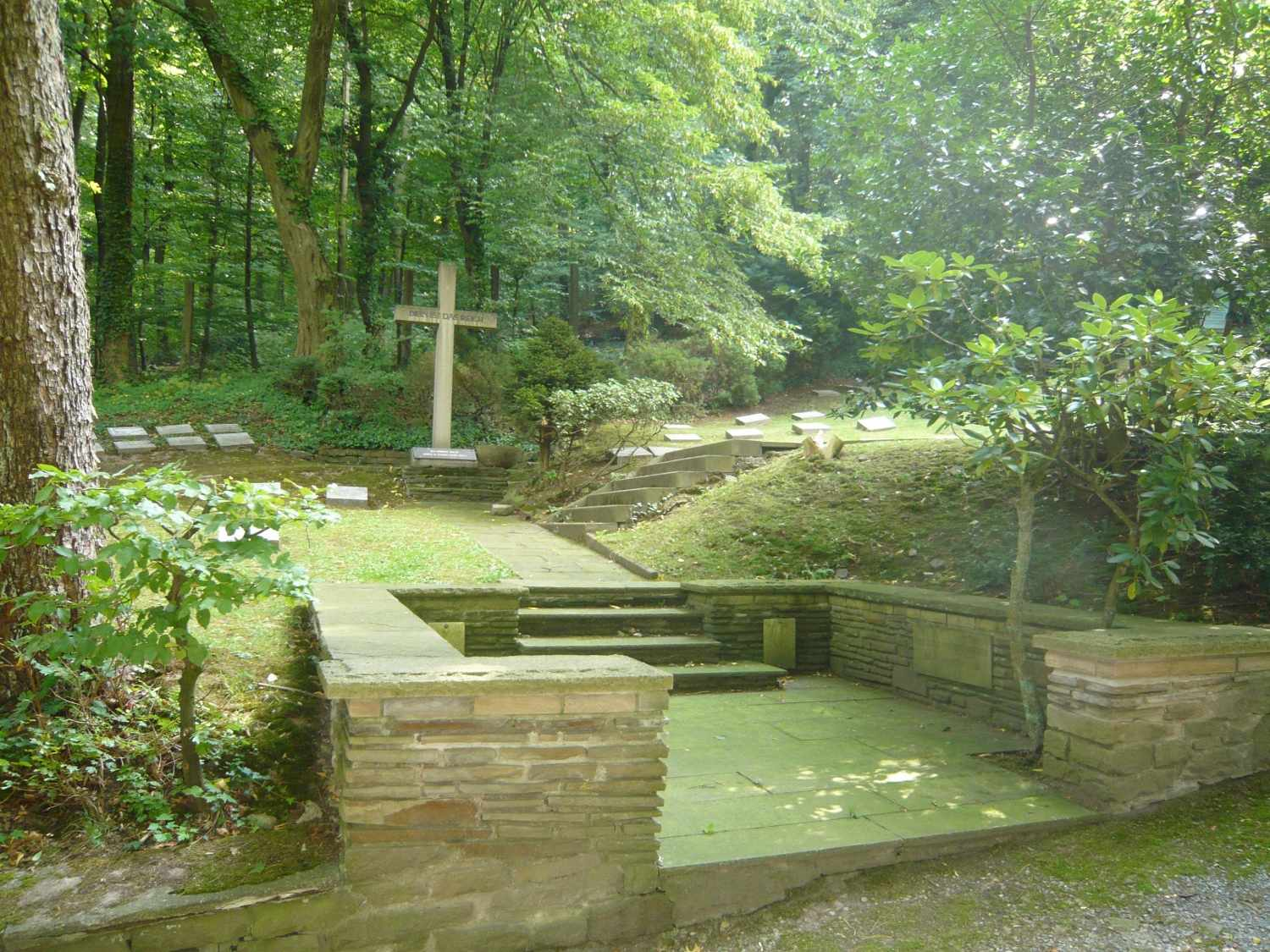
Ruhestätte für die Sendboten der Rheinischen Mission

Auf dem Unterbarmer Friedhof ist ein separat gelegener Teil den Gräbern der Missionare der Rheinischen Mission und deren Ehefrauen vorbehalten.

## Leitende Inspektoren (Direktoren) der Rheinischen Mission
- 1827–1847: Heinrich Richter (1799–1847)
- 1847–1857: Johann Christian Wallmann
- 1857–1884: Friedrich Fabri
- 1884–1889: Ludwig von Rohden
- 1889–1903: August Schreiber
- 1903–1908: Gottlob Haußleiter
- 1908–1920: Johannes Spiecker
- 1921–1923: Eduard Fries (1877–1923)
- 1923–1926: Eduard Kriele (1858–1937)
- 1926–1929: Rudolf Schmidt (1877–1929)
- 1929–1932: Friedrich Keppler (1890–1954)
- 1932–1937: Johannes Warneck
- 1937–1958: Hermann Berner (1888–1973)
- 1958–1966: Heinrich Friedrich de Kleine (1901–1970)
- 1967–1974: Gustav Menzel (1908–1999)

## Dokumentarfilm
- 2004: Das koloniale Missverständnis (Le malentendu colonial), Regie: Jean-Marie Teno, Kamerun, Frankreich, Deutschland - Teno untersucht anhand der Rheinischen Missionsgesellschaft die Verbindung von Mission, Kolonialismus und Apartheid in Deutschland und Namibia.